# Kuřim
Kuřim (tyska: Gurein) är en stad i Tjeckien. Den ligger i regionen Södra Mähren, i den östra delen av landet, 180 km sydost om huvudstaden Prag. Kuřim ligger 283 meter över havet och antalet invånare är 11 051 (2016).
Terrängen runt Kuřim är huvudsakligen kuperad, men den allra närmaste omgivningen är platt. Runt Kuřim är det mycket tätbefolkat, med 1 573 invånare per kvadratkilometer. Närmaste större samhälle är Brno, 12,7 km söder om Kuřim. Trakten runt Kuřim består till största delen av jordbruksmark.